# Juan María Huerta Muro
Juan María Huerta Muro OFM (* 9. April 1962 in Guadalajara, Mexiko) ist ein mexikanischer römisch-katholischer Ordensgeistlicher und Bischof von Xochimilco.

## Leben
Juan María Huerta Muro trat in die Ordensgemeinschaft der Franziskaner ein und empfing am 1. Juli 1989 das Sakrament der Priesterweihe. 
Am 2. Februar 2012 ernannte ihn Papst Benedikt XVI. zum Prälaten von El Salto. Der Erzbischof von Tijuana, Rafael Romo Muñoz, spendete ihm am 2. Mai desselben Jahres die Bischofsweihe; Mitkonsekratoren waren der Apostolische Nuntius in Mexiko, Erzbischof Christophe Pierre, und der Bischof von San Juan de los Lagos, Felipe Salazar Villagrana.
Papst Franziskus ernannte ihn am 11. Februar 2025 zum Bischof von Xochimilco. Die Amtseinführung fand am 19. März desselben Jahres statt.